# Berimbau
Il berimbao (o berimbau o birimbao) è uno strumento musicale a corda percossa di origine africana, diffusosi in Brasile in seguito all'importazione degli schiavi africani durante il colonialismo. Oggi è parte della tradizione della musica latinoamericana, e in particolare della capoeira.

## Descrizione

Le parti che compongono un berimbau

Il berimbao è composto da un arco di legno, lungo da 1,3 a 1,6 metri (ma ve ne sono anche di più lunghi), a seconda della estensione musicale dello strumento, che tende una corda metallica. Una zucca secca e cava (detta cabaça), alla quale è stata realizzata un'apertura, è fissata all'arco di legno e funge da cassa di risonanza.
Questo strumento deve il suo nome al legno brasiliano denominato biriba, nome scientifico Rollinia mucosa, con il quale veniva e viene tuttora prodotto.
Il berimbao è retto con la mano sinistra in posizione verticale (con l'arco rivolto verso il corpo del suonatore) mentre la mano destra mantiene un caxixi e una bacchetta di legno (vareta o baqueta). Quest'ultima è usata per percuotere la corda (detta arame) del berimbao. Allontanando e avvicinando la zucca al corpo, il suonatore può amplificare o attutire il suono chiudendo o meno l'apertura della cabaça. Una moneta (detta dobrão) o una pietra levigata tenuta fra l'indice e il pollice della mano sinistra può essere accostata o meno alla corda in modo da variarne l'ampiezza di vibrazione e, quindi, cambiare il suono prodotto dallo strumento.
Si possono distinguere tre tipi di berimbau, a seconda dell'altezza del suono prodotto: "viola", "medio" e "gunga", che producono rispettivamente un suono acuto, intermedio e grave. Quest'ultimo, generalmente il più grande dei tre, viene spesso considerato strumento "sacro". Nella Capoeira il gunga può essere suonato solo da un musicista particolarmente importante (per esempio un maestro) o da chi ne riceva il permesso dal maestro, nella Roda (un incontro di capoeira), il berimbau è suonato dal capoeirista più anziano.

## Curiosità
Max Cavalera, cantante e leader dei Soulfly e dei Cavalera Conspiracy, ma soprattutto ex Sepultura (di cui fu il fondatore con il fratello Igor) sa suonare questo strumento (come anche il Sitar), lo si può sentire ad esempio nella parte iniziale del brano Attitude.

## Come arma
Mestre Pastinha ricorda che, durante il proibizionismo, i capoeiristi attaccavano una lama a doppio taglio al berimbau, trasformandolo in un'arma mortale: «Al momento della verità smetteva di essere uno strumento musicale e diventava una falce a mano». Anche Mestre Noronha affermava che il berimbau era un'arma efficace per i capoeiristi degli anni '20, che resistevano alla repressione della polizia. Il berimbau poteva avere un'estremità appuntita o una lama attaccata, rendendolo l'arma a più lunga gittata della capoeira.
La pratica di nascondere armi in strumenti musicali risale almeno all'inizio del XIX secolo. Il 16 novembre 1832, un ispettore di polizia a Rio riferì che i capoeiristi nascondevano lance e armi in marimbe e canne da zucchero.